# Az akasztott idegen
Az akasztott idegen (The Hanging Stranger) Philip K. Dick egyik novellája, amelyet 1953-ban írt, majd ugyanazon év decemberében a Science Fiction Adventures magazinban jelent meg. Magyarul a Lenn a sivár Földön című novelláskötetben olvasható.
|  | Alább a cselekmény részletei következnek! |

## Történet
Ed Loyce egész napját a pincében töltötte földlapátolással, majd szokásához híven elindult saját tv kereskedésébe. Miközben parkolóhelyet keresgélt, meglátott egy akasztott holttestet az egyik oszlopon lógni. Soha életében nem látta még azt az embert, de nem ez volt a legfurcsább, hanem hogy a járókelők elsétáltak mellette. Saját dolgozóit sem izgatta különösebben, sőt a járókelők is inkább őt bámulták meg, ahogy üvöltözik, mintsem a holttestet nézték volna. Két rendőr letartóztatta, majd elindultak vele, Ed viszont kiugrott a kocsiból, és menekülni kezdett. Bandukolása közben észrevette, hogy a Városháza fölött sötét alakok repkednek, akik földreszállásuk után teljesen normális emberekké válnak. Közben felszállt a buszra, ahol egy ember erőteljesen figyelte őt. Lemenekült a buszról, de a férfi követte, így egy kővel leterítette. Hazamenekült, és a családját próbálta összeszedni, hogy elhagyhassák a várost, de egyik fia egy, a már látottakhoz hasonló óriási rovarrá alakult, és megtámadta őt. Loyce egy késsel ledöfte őt, és egyedül menekült tovább a szomszédos faluba. Egyből a rendőrfőnökhöz menekült, akinek előadta a történetét: hogy megszállták a várost az idegenek, és valamivel átalakították a lakók agyát. Ő a pincében tartózkodott, úgyhogy megmenekült. A rendőrfőnök meglepő módon hisz neki. Sőt az egyetlen dolgot, amit Loyce nem értett, is megmagyarázta: az akasztott ember csalinak volt kitéve. Így tudták a Loyce-hoz hasonlókat lebuktatni. És hogy ki volt az az ember? A rendőrfőnök erre válaszként kikísérte Loyce-t egy akasztófához.
Az Oek Grove-i Bank alelnöke egész napját a páncélteremben töltötte, majd miután kilépett az ajtón, egy himbálózó holttestet pillantott meg a rendőrség előtti villanypóznán. De a legfurcsább az volt, hogy nem törődik vele senki…